# Centrum Szkolenia Wojskowej Służby Wewnętrznej
Centrum Szkolenia Wojskowej Służby Wewnętrznej im. Feliksa Dzierżyńskiego (CS WSW) – centrum szkolenia żołnierzy Wojskowej Służby Wewnętrznej.

## Historia Centrum
W 1957 roku, w Mińsku Mazowieckim, w koszarach byłego 7 Pułku Ułanów Lubelskich, przy ulicy Warszawskiej 267 w miejsce zlikwidowanej Oficerskiej Szkoły Informacji, zostały zorganizowane Kursy Doskonalenia Oficerów Wojskowej Służby Wewnętrznej według etatu Nr 035/61. Na podstawie zarządzenia Nr 0031/F szefa WSW z 25 czerwca 1957 roku Kursy zostały przekształcone w Ośrodek Szkolenia Wojskowej Służby Wewnętrznej według etatu Nr 32/214. 26 czerwca 1957 roku na stanowisko komendanta Ośrodka został wyznaczony pułkownik Władysław Halbersztadt.
18 stycznia 1959 roku Ośrodek otrzymał sztandar ufundowany przez społeczeństwo miasta i powiatu mińskiego. 
28 września 1967 roku rozpoczął się pierwszy, jednoroczny, kurs Szkoły Chorążych WSW.
26 lipca 1970 roku, w trakcie obchodów 25 rocznicy powstania, Ośrodek otrzymał imię Feliksa Dzierżyńskiego. W trakcie uroczystości główny inspektor szkolenia MON, generał dywizji Tadeusz Tuczapski, w obecności szefa WSW generała brygady Teodora Kufla i zastępcy szefa Głównego Zarządu Politycznego generała brygady Mieczysława Grudnia, dokonał odsłonięcia pomnika patrona. 
W 1974 roku została otwarta Szkoła Oficerów Rezerwy WSW.
Na podstawie zarządzenia Nr 048/Org. szefa Sztabu Generalnego WP z 13 lipca 1978 roku ośrodek z dniem 1 września 1978 roku został przekształcony w Centralny Ośrodek Szkolenia WSW.
W 1980 roku Ośrodkowi nadany został Order Sztandaru Pracy II klasy. 
28 lutego 1986 roku Centralny Ośrodek Szkolenia WSW został przeformowany w Centrum Szkolenia WSW. 
25 sierpnia 1990 roku odbyła się ostatnia promocja kadetów Szkoły Chorążych WSW. Promował generał brygady Jerzy Jarosz. 
29 sierpnia 1990 roku odbyło się uroczyste rozformowanie jednostki połączone z przekazaniem obowiązków komendanta.
Z dniem 31 sierpnia 1990 roku Centrum Szkolenia WSW zostało rozformowane, a w jego miejsce z dniem 1 września 1990 roku rozpoczął funkcjonowanie Ośrodek Szkolenia Żandarmerii Wojskowej.

## Struktura organizacyjna w 1989
Komenda Centrum Szkolenia WSW
- komendant
- zastępca komendanta ds. liniowych

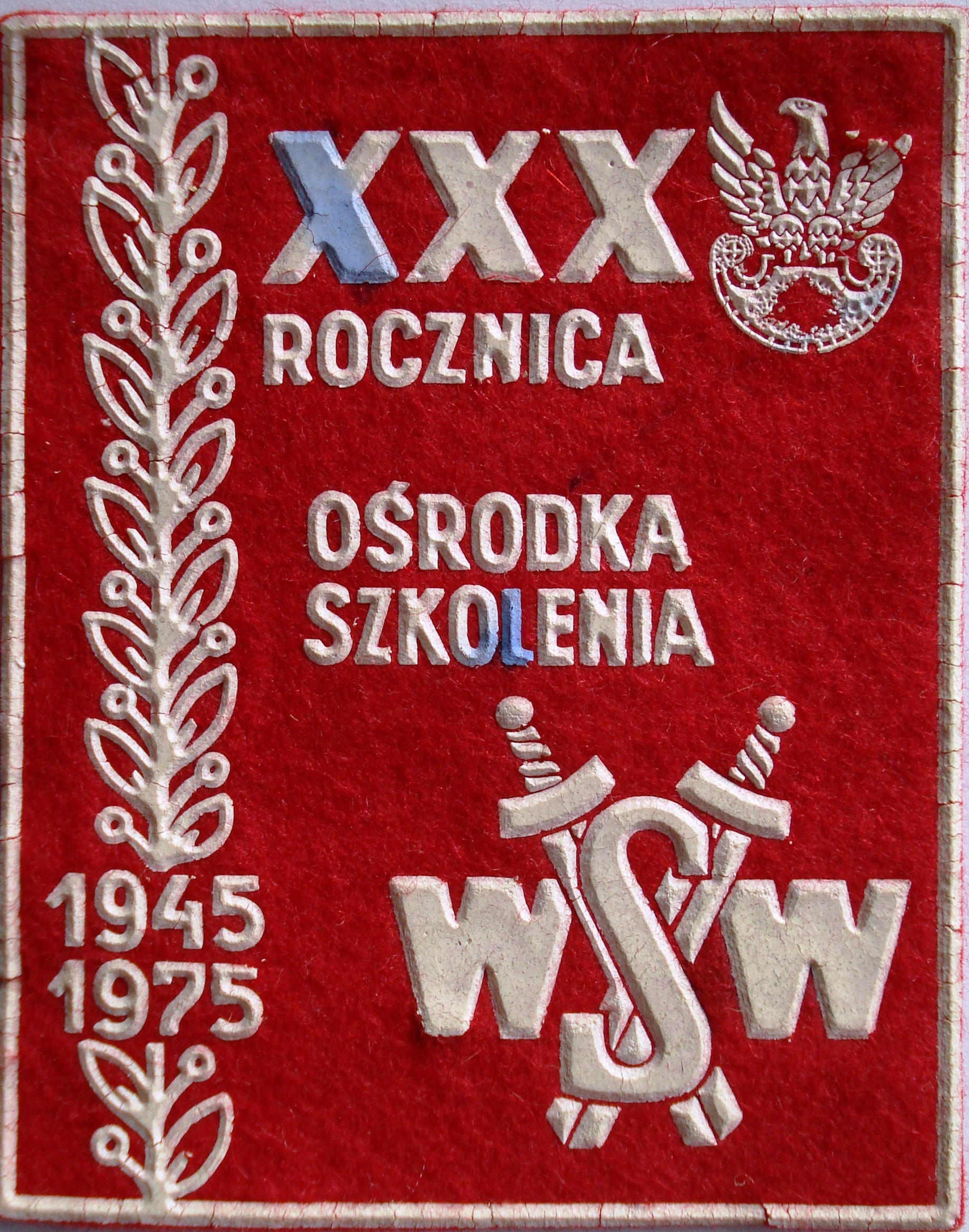
Plakietka okolicznościowa.

- zastępca komendanta ds. politycznych
- zastępca komendanta ds. szkolenia
- zastępca komendanta ds. technicznych
- kwatermistrz

Wydział Polityczny
- szef wydziału politycznego – zastępca komendanta centrum ds. politycznych
- sekretarz POP

Wydział Kadrowo – Administracyjny
Oddział Szkolenia
- szef Oddziału Szkolenia – zastępca komendanta centrum ds. szkolenia
- zastępca szefa Oddziału Szkolenia
- pomocnik szefa Oddziału ds. planowania
- Cykl Operacyjny (Kontrwywiadu)
- Cykl Prewencji
- Cykl Prawa i Kryminalistyki
- Cykl Przedmiotów Społeczno-Politycznych
- Sekcja Szkolenia Fizycznego
- Wydział Zaopatrzenia

Pododdziały szkolne
- Szkoła Chorążych WSW  (od 1967)
  - komendant Szkoły Chorążych
  - zastępca komendanta Szkoły Chorążych ds. politycznych
  - szef Szkoły Chorążych
  - 1 pluton (I rocznik kadetów)
  - 2 pluton (II rocznik kadetów)
  - Podoficerska Szkoła Zawodowa WSW (pluton elewów podporządkowany komendantowi SCh WSW)

- Szkoła Podchorążych Rezerwy WSW[12]

- Batalion Szkolny
  - dowódca batalionu
  - kompania szkolna podoficerów służby zasadniczej
  - kompania szkolna kierowców samochodowych
  - 1 kompania szkolna szeregowych służby porządkowej
  - 2 kompania szkolna szeregowych służby porządkowej

Kursy
- Studium Podyplomowe Oficerów WSW
- Kurs Doskonalący Oficerów Kontrwywiadu
- Kurs Przekwalifikowania Oficerów Kontrwywiadu WSW
- Kurs Przekwalifikowania Oficerów Dochodzeniowo-Śledczych i Prewencji WSW
- Kurs Przeszkolenia Oficerów i Podchorążych Rezerwy Kontrwywiadu WSW
- Kurs Przeszkolenia Oficerów i Podchorążych Rezerwy Dochodzeniowo-Śledczych
- Kurs Przeszkolenia Podchorążych SPR przewidzianych dla rezerw Kontrwywiadu
- Kurs Przeszkolenia Podoficerów Rezerwy na Chorążych Cenzury
- Kurs Doskonalący Chorążych Prewencji
- Kurs Techników Kryminalistyki
- Kurs Pracowników Techniki Operacyjnej Zarządu IV
- Kurs Starszych Zmian Pionu Oddziału Zewnętrznego

Pododdziały zabezpieczenia
- Izba Chorych
- Kompania Zabezpieczenia
- Kompania Remontowo-Budowlana
- Garnizonowy Węzeł Łączności
- Wojskowa Administracja Koszar

## Kadra i absolwenci
Komendanci
- płk Władysław Halbersztadt (26 VI 1957 – 5 V 1958)
- płk Edward Radzieńczak (od 6 V 1958)
- płk Władysław Chęć (p.o. od 4 XI 1960 i kmdt 23 VIII 1962 – 16 V 1967)
- płk Tadeusz Stanisław Kurowski (p.o. 1967 – 1968)
- płk Ludwik Kuropatwa (p.o. od 23 III 1968 i kmdt 6 XII 1968 – 20 VI 1983)
- płk dypl. Zbigniew Sawicki[13]
- płk Andrzej Stefański
- kmdr Wiesław Kaczmarczyk (do 29 VIII 1990)

Zastępcy komendanta
- płk Tadeusz Stanisław Kurowski (ds. szkolenia 25 VIII 1961 – 28 III 1968)
- płk Andrzej Smok (ds. liniowych od 3 VIII 1987)
- ppłk Stanisław Osiecki (ds. liniowych)

Kierownicy cykli i wykładowcy
- płk Ryszard Włodarski – kierownik Cyklu Prawno-Dochodzeniowego (26 IX 1975 – 30 IX 1984)
- płk dypl. Henryk Piątkowski

Absolwenci
- gen. dyw. Henryk Dankowski
- gen. dyw. Bogusław Pacek
- gen. bryg. Wojciech Petkowicz
- kpt. rez. Józef Iwulski
- płk Aleksander Lichocki
- Sylwester Marciniak
- plut. pchor. rez. Zbigniew Jędrzejewski